# Sennedjem (preceptor de Tutankamon)
Sennedjem (sn - nḏm, "dolç germà") va ser un alt funcionari egipci durant la dinastia XVIII. Va ser tutor del faraó Tutankamon. Va tenir diversos altres títols, com ara “pare diví”, "Estimat pel déu", "Portador del ventall a la dreta del rei".
| T23 · N35 | M29 | Aa15 · Y1 |

| T23 · N35 | M29 | Aa15 · Y1 |

Sennedjem és conegut fins ara només per la seva tomba descoberta a Akhmim. La tomba no es va acabar mai i no és segur que Sennedjem hi hagués estat enterrat. El nom del faraó Tutankamon apareix diverses vegades a la tomba, prova que es va construir durant el seu regnat. A la decoració de la tomba també hi apareix el nom del supervisor d'infermers Senqed. La tomba, doncs, hauria estat construïda per a dos funcionaris diferents. Sembla que el nom de Sennedjem va ser esborrat deliberadament de la decoració de la tomba. Posteriorment, Sennedjem va caure en desgràcia i se li va esborrar la memòria, però no se sap si va ser sota Tutankamon o més tard.
La tomba està avui en gran part destruïda i moltes de les decoracions s'han perdut.